# Acanthophoenix crinita
Acanthophoenix crinita är en enhjärtbladig växtart som först beskrevs av Jean-Baptiste Bory de Saint-Vincent, och fick sitt nu gällande namn av Hermann Wendland. Acanthophoenix crinita ingår i släktet Acanthophoenix och familjen Arecaceae. Inga underarter finns listade i Catalogue of Life.

## Bildgalleri

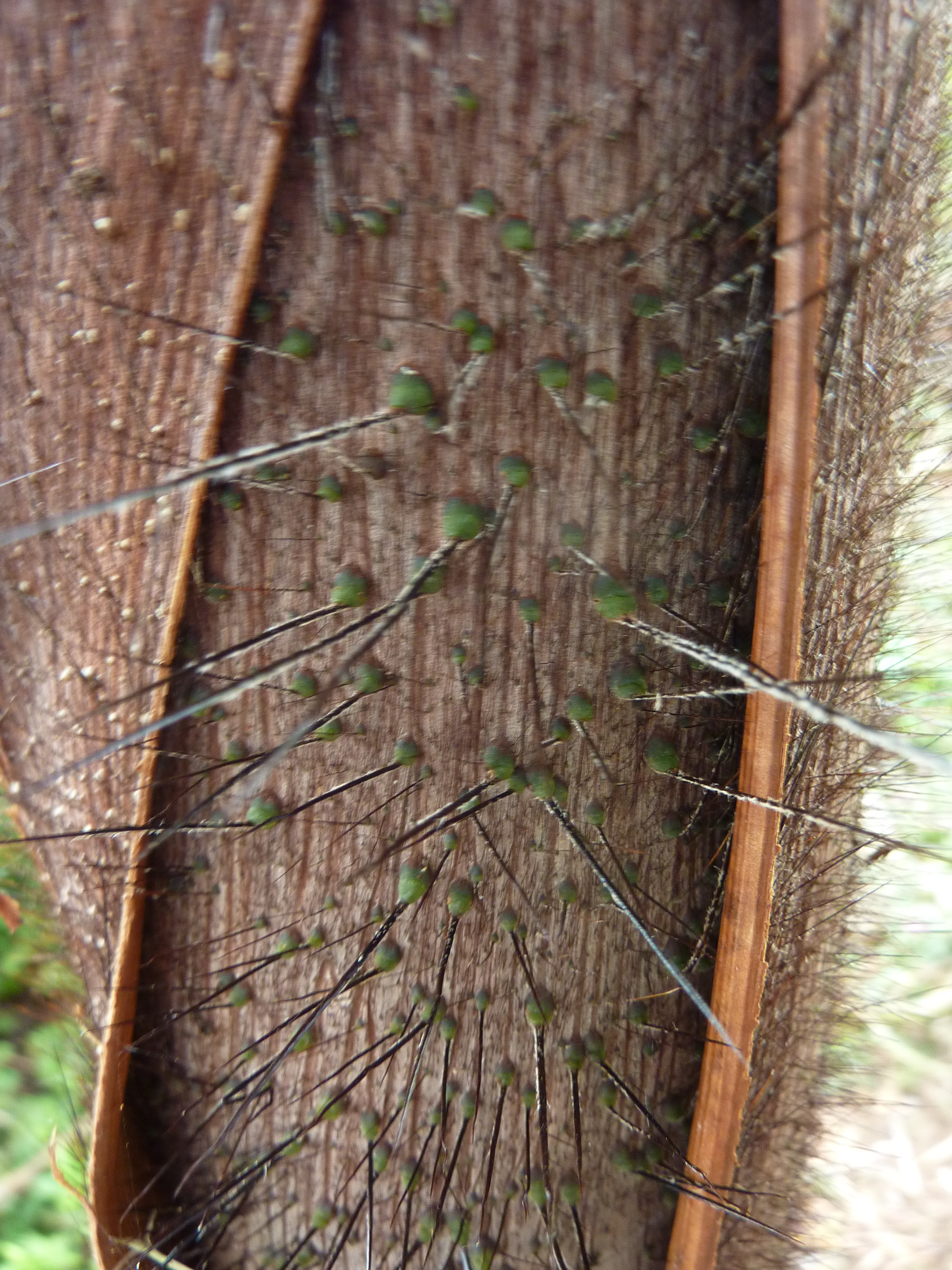
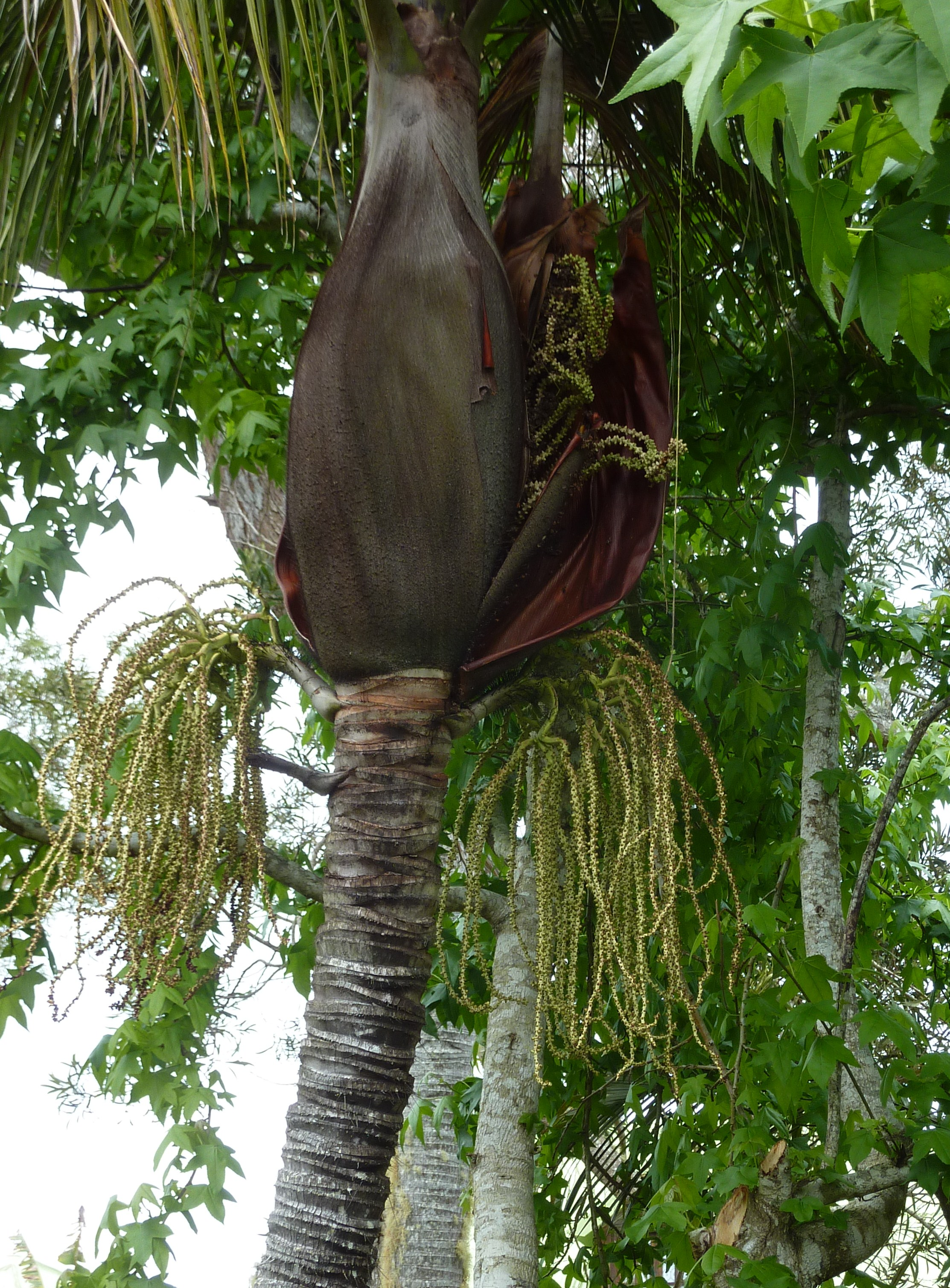